# フイリアブチロン
フイリアブチロン（学名：Abutilon × hibrydum）は、アオイ科イチビ属（アブチロン属）の常緑低木のうち、人為的な種間雑種や、突然変異種から選抜された園芸品種群。総称としてフイリアブチロンの和名があるが、実際には斑入りであるとは限らず、多彩な形質を持つ品種が生み出されている。単に学名からアブチロン・ヒブリドゥムとも称される。

## 特徴

### 形態
人為的な品種改良によって生み出されたアブチロン属の園芸品種群であるが、今となっては交雑親が明確でないものが多い。少なくともショウジョウカ（A. pictum）が最も重要な交雑親であると考えられており、その他ウキツリボク（A. megapotamicum）などが交雑に用いられた。おおむね高さ1.5mまでの常緑低木であり、幹や枝は細く栽培時には支柱が必要である。アブチロン属が熱帯から亜熱帯の植物であるため、本種群も温暖な気候を好む。

### 栽培
日当たりのよい場所と水はけのよい土壌を好む。熱帯原産の植物ではあるがある程度の耐寒性もあり、日本でも関東南部以西では屋外に地植えして越冬させ、周年開花させることが可能である。これを満たさず低温・強い降霜・積雪などのある地域では、鉢植えに仕立てて冬季のみ10℃以上の屋内に取り込むとよい。花期は品種にもよるが日本の屋外栽培でも春から秋まで比較的長く、温室栽培であればほぼ通年花を楽しむことができる。植え付けは5～6月ごろ、繁殖は挿し木で行う。

## 名称
総称として「フイリアブチロン」の和名があるが、実際には斑入りの品種ばかりではなく、このため園芸市場では学名のカタカナ転記でアブチロン・ヒブリドゥムと表される場合が多い。単に属名からアブチロンと称される場合もあるが、この場合はアブチロン・ヒブリドゥムだけでなく同属のウキツリボク（同じく園芸植物としてポピュラーである）などを包含して呼んでいる場合もある。また「アブチロンの別名がウキツリボク」といった誤った説明がされる場合もあり注意を要する。
英名では葉の形がカエデに似ているとしてフラワリングメイプル（flowering maple）の呼称があるが、外見のみの見立てでありカエデと近縁の植物とは言い難い。また、吊り下がる花を灯火に見立てたチャイニーズランタン（Chinese lantern）の呼称もあるが、これもアブチロン・ヒブリドゥム以外にウキツリボクやショウジョウカの花も含めた呼び名である。

## 品種の一部（写真）

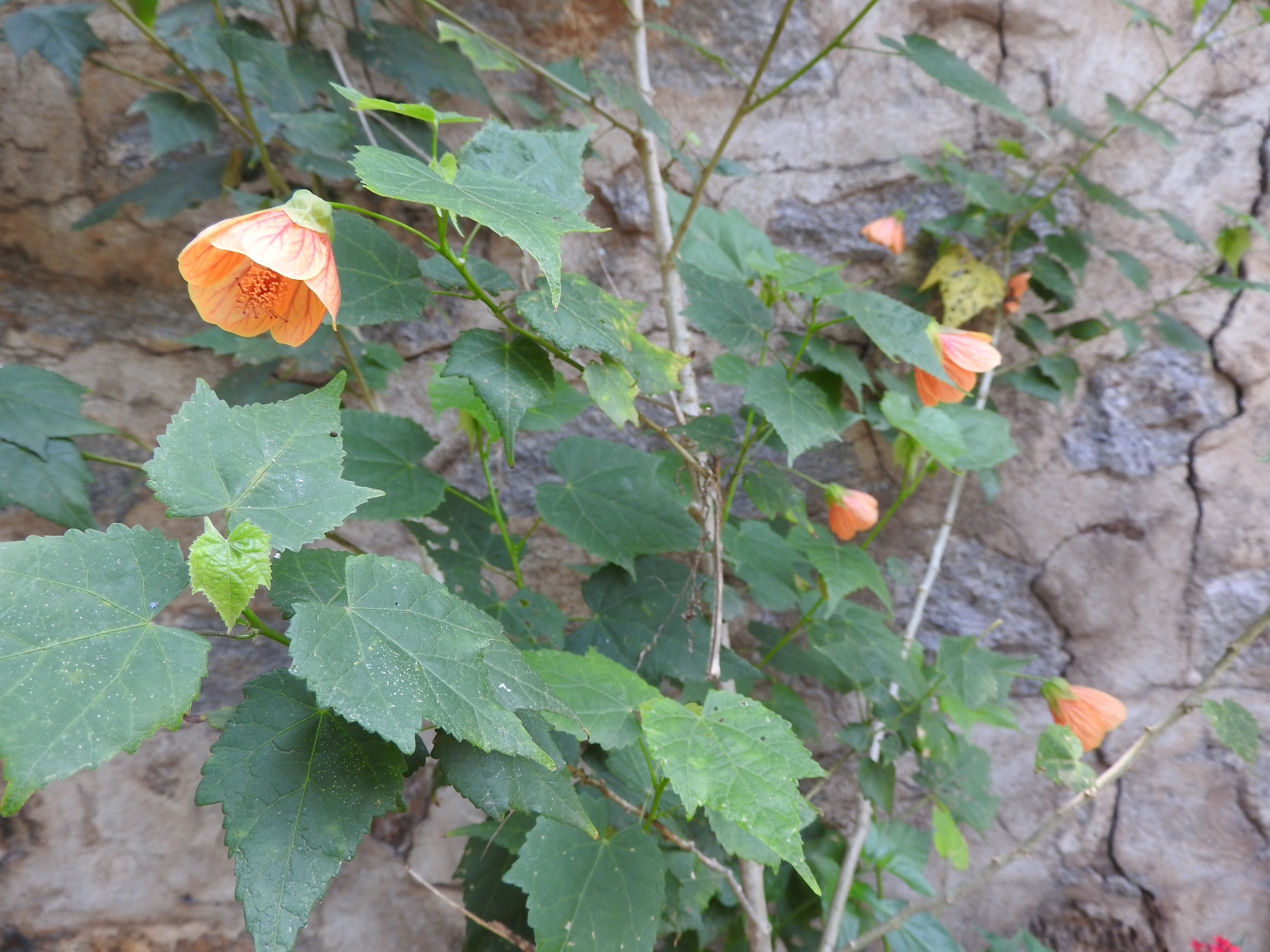
'アプリコット' （'Apricot'）
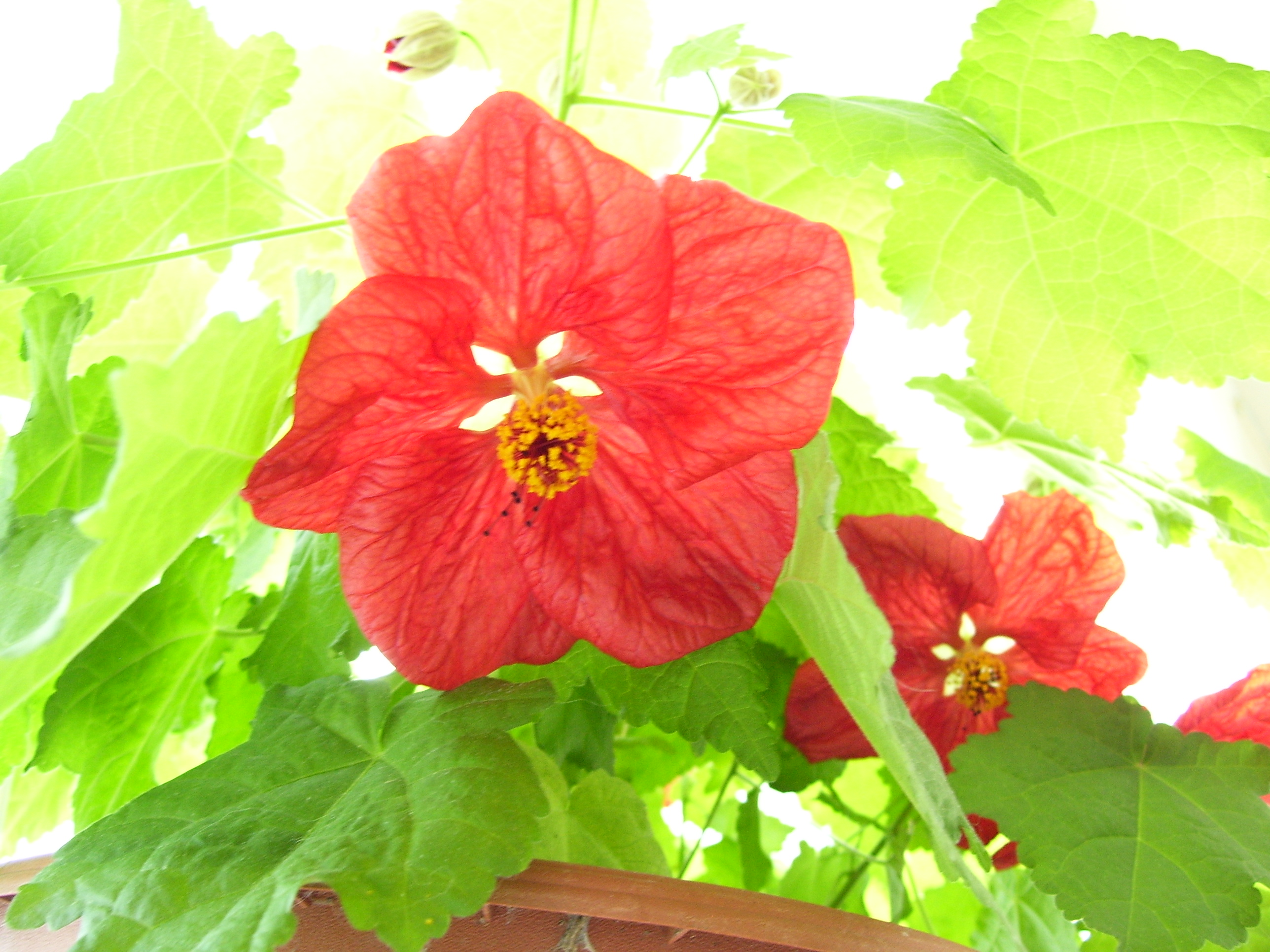
'ベラ' （'Bella'）赤色
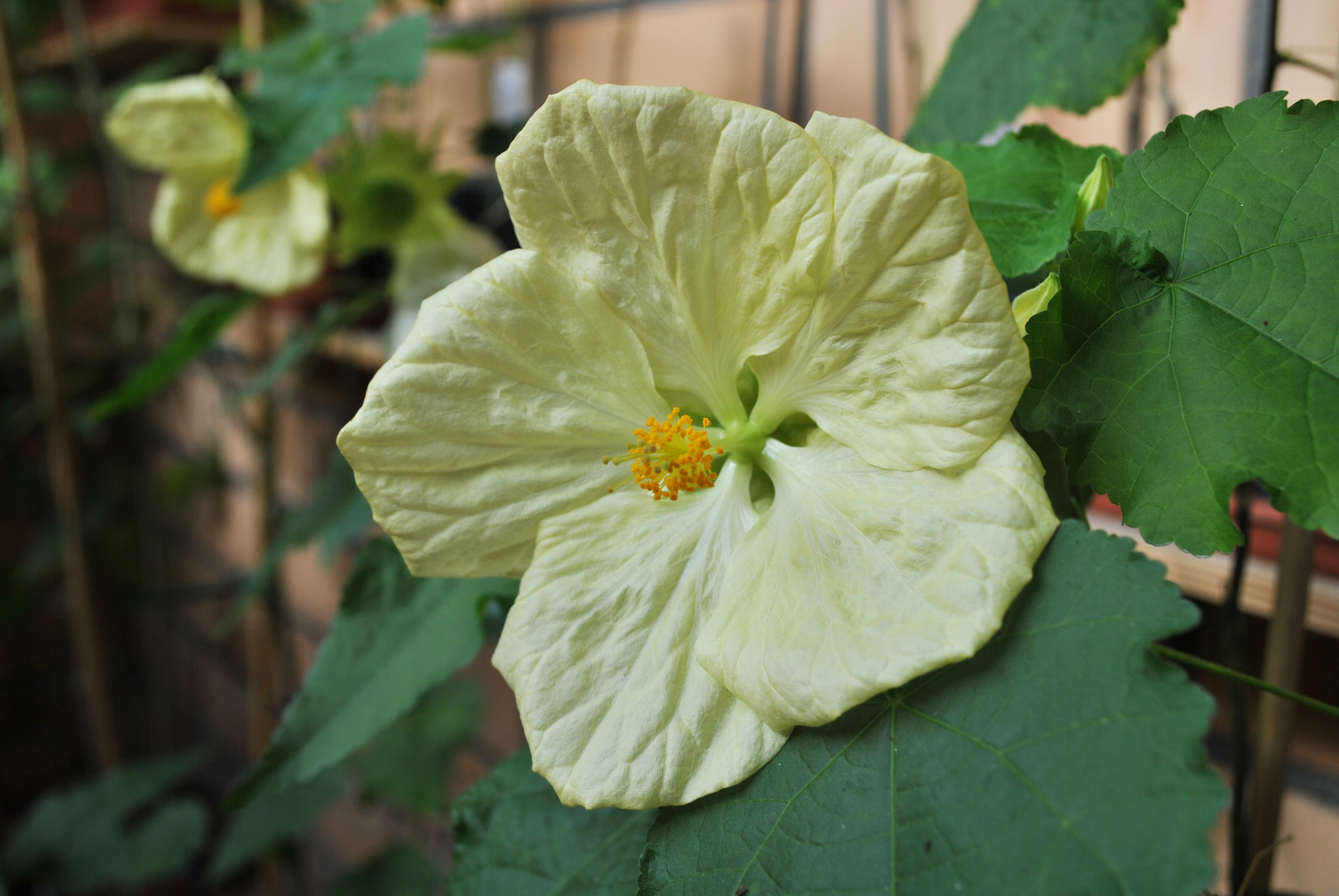
'ベラ' （'Bella'）バニラ色
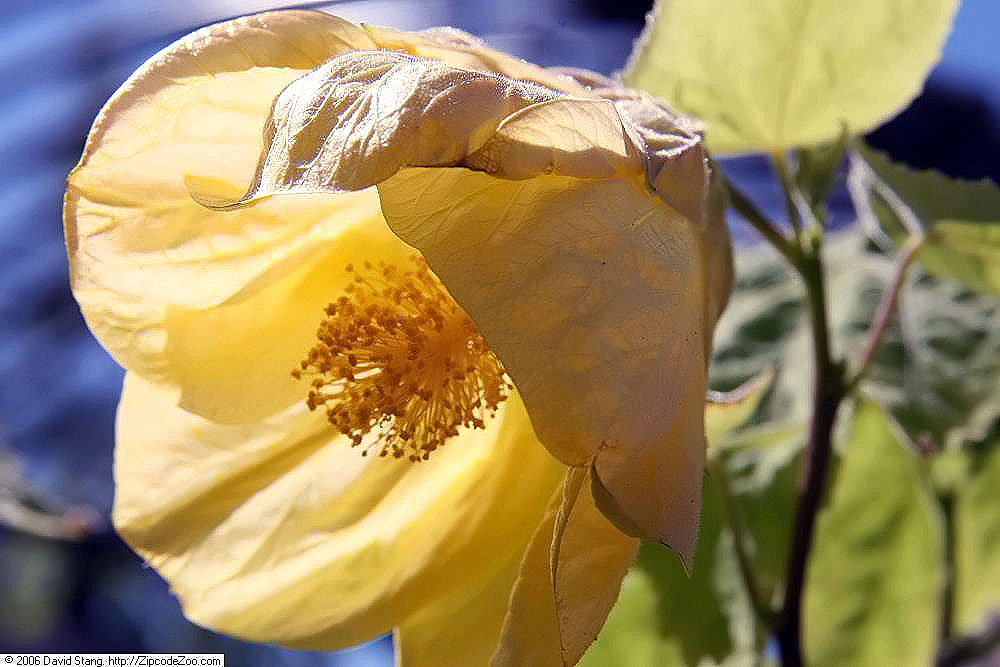
'カナリー・バード' （'Canary Bird'）
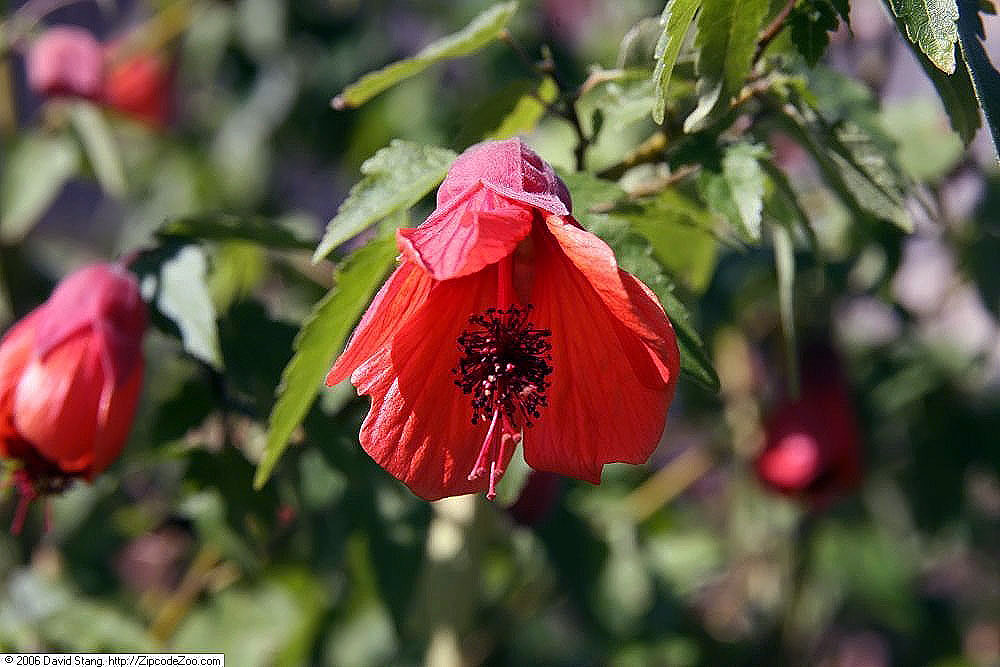
'ドワーフ・レッド' （'Dwarf Red'）
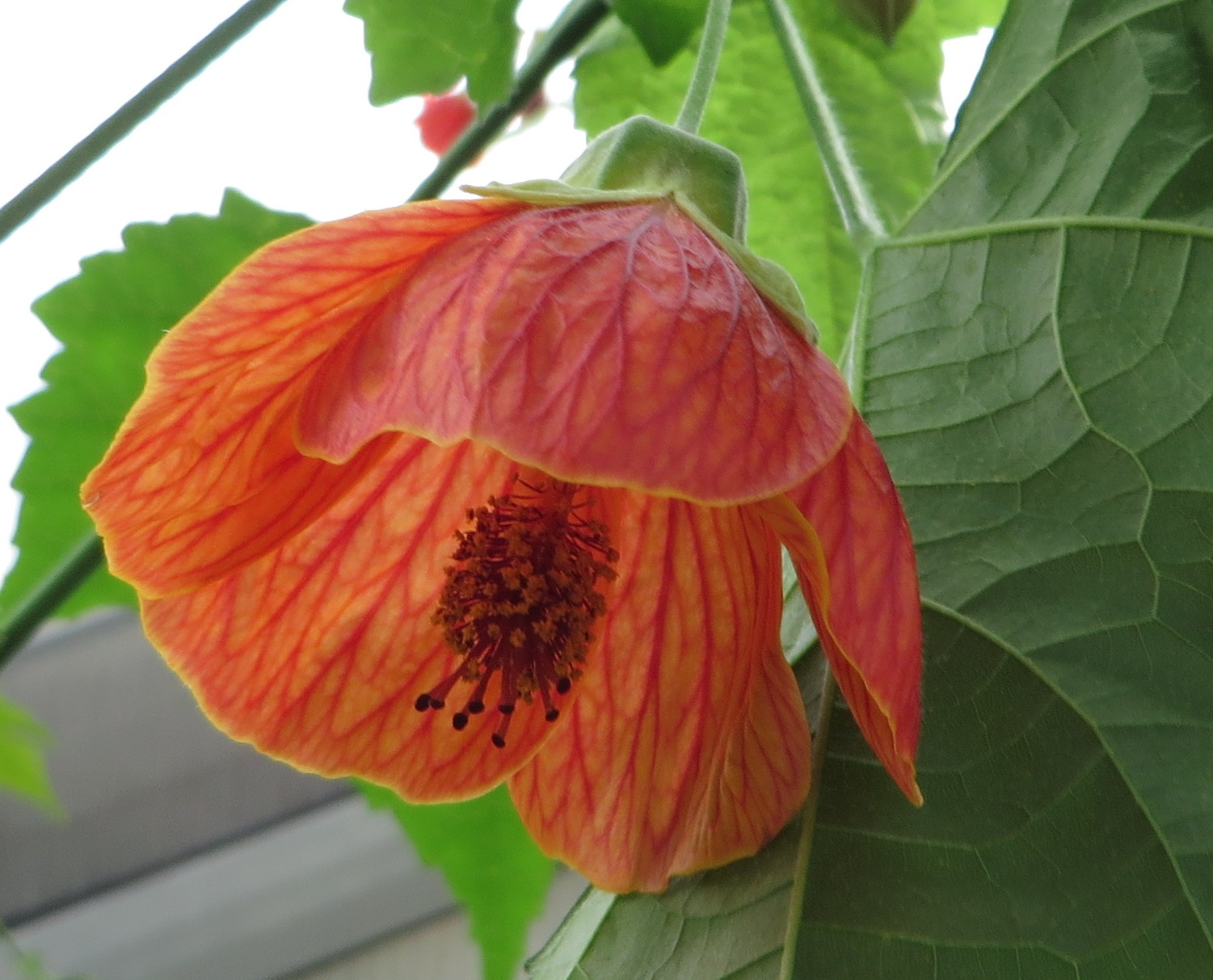
'フォイアグロック' （'Feuerglocke'）
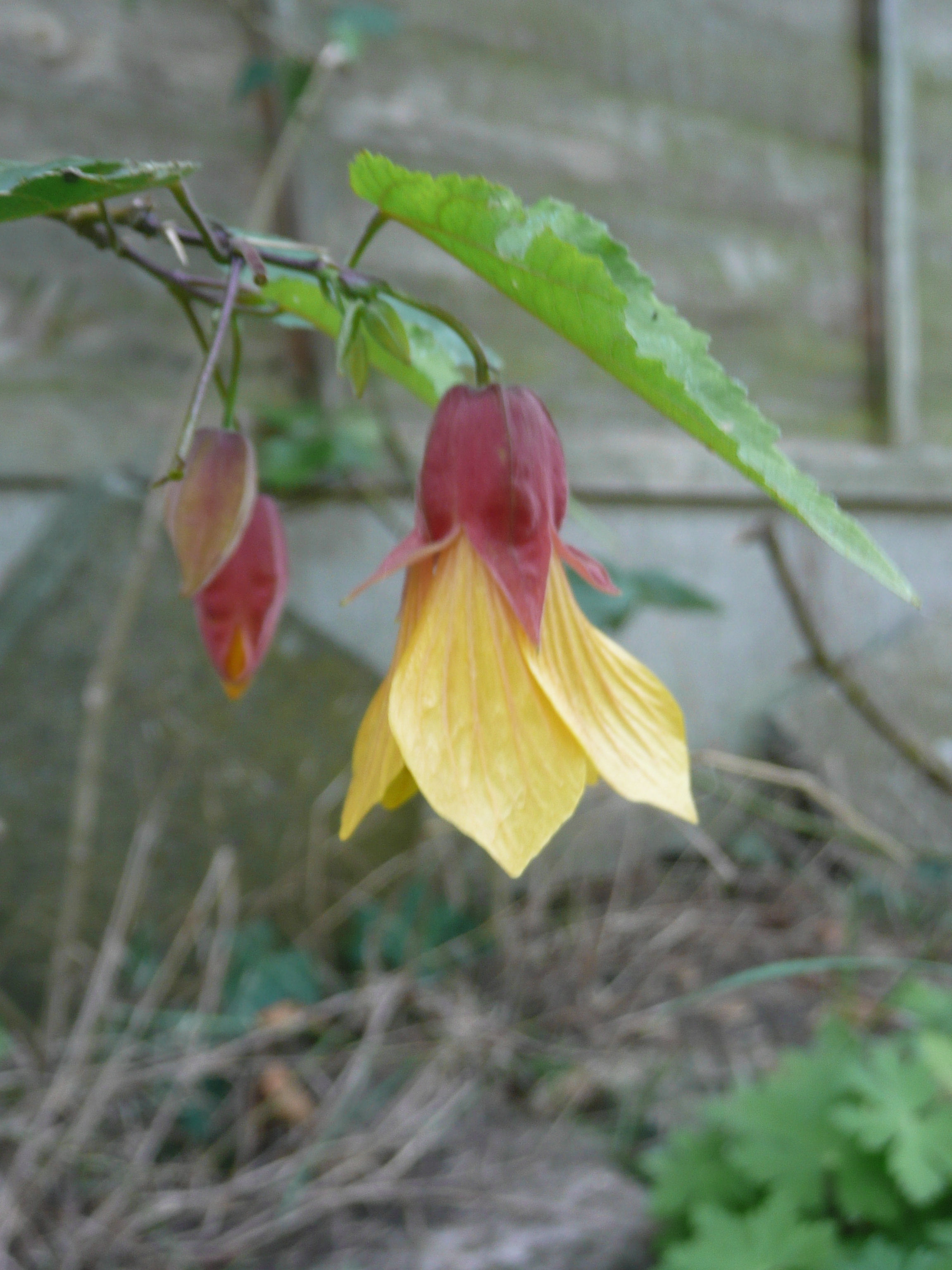
'ケンティッシュ・ベル' （'Kentish Belle'）
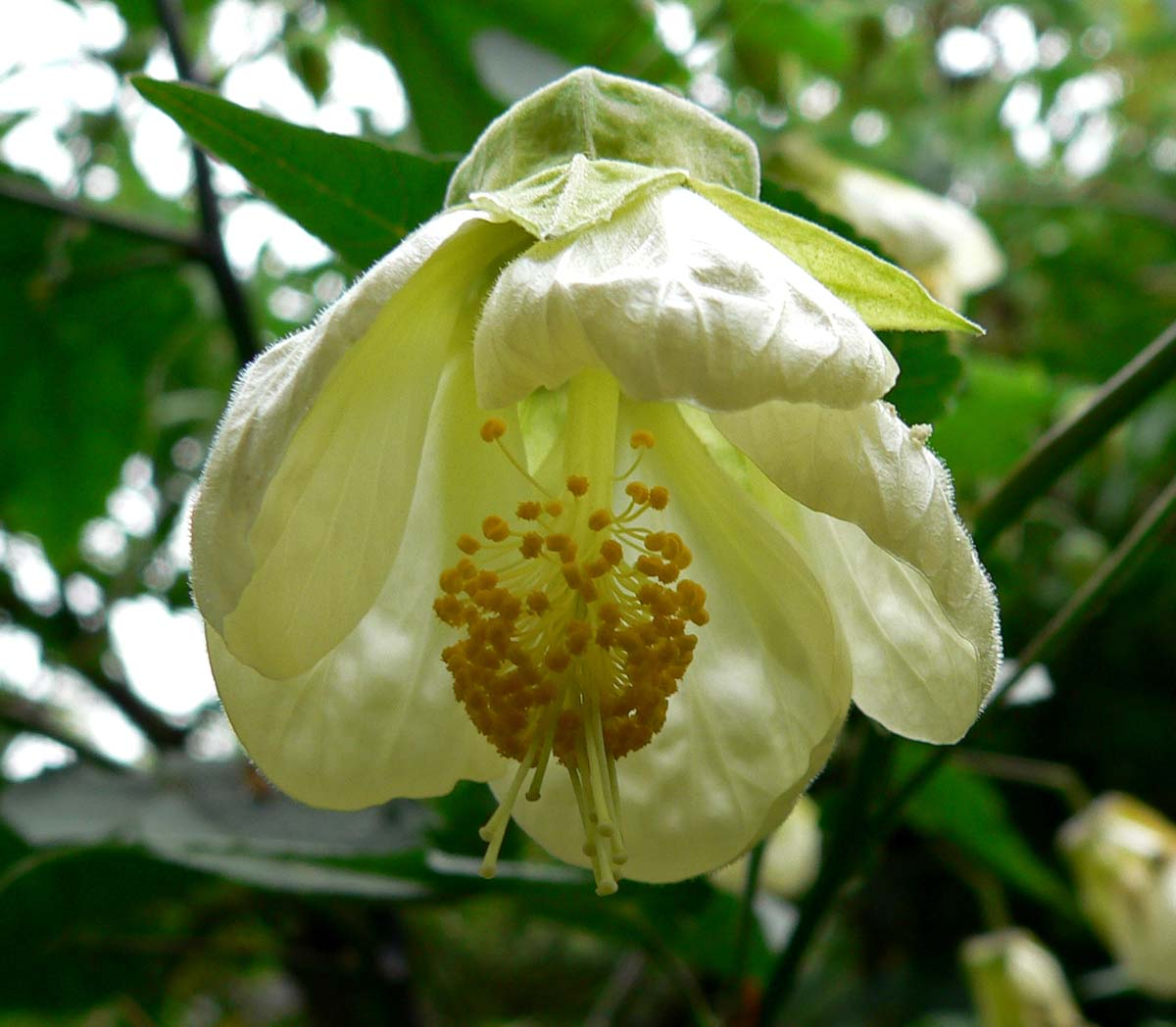
'パトリシア' （'Patricia'）
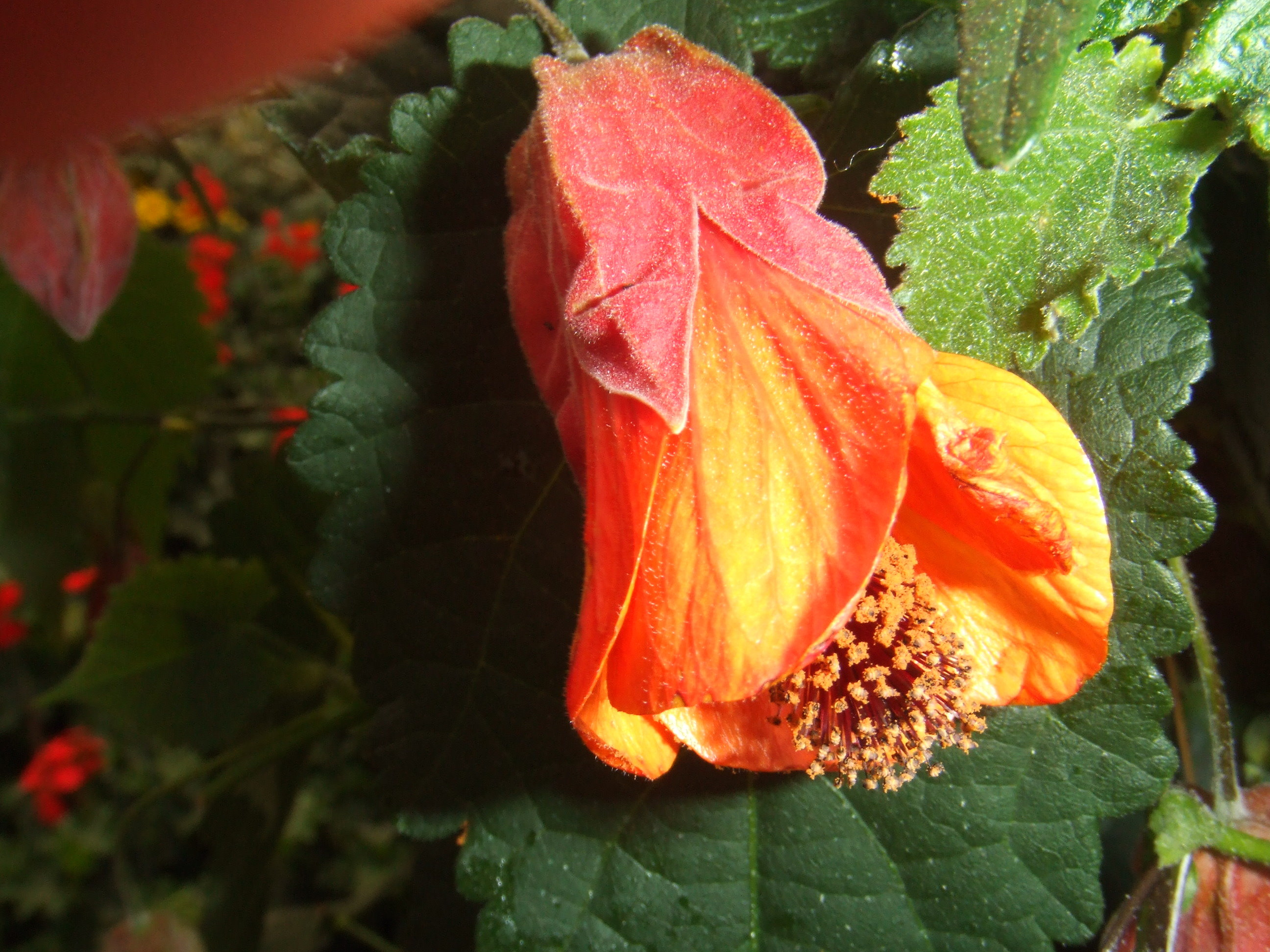
'パトリック・シンジ' （'Patrick Synge'）
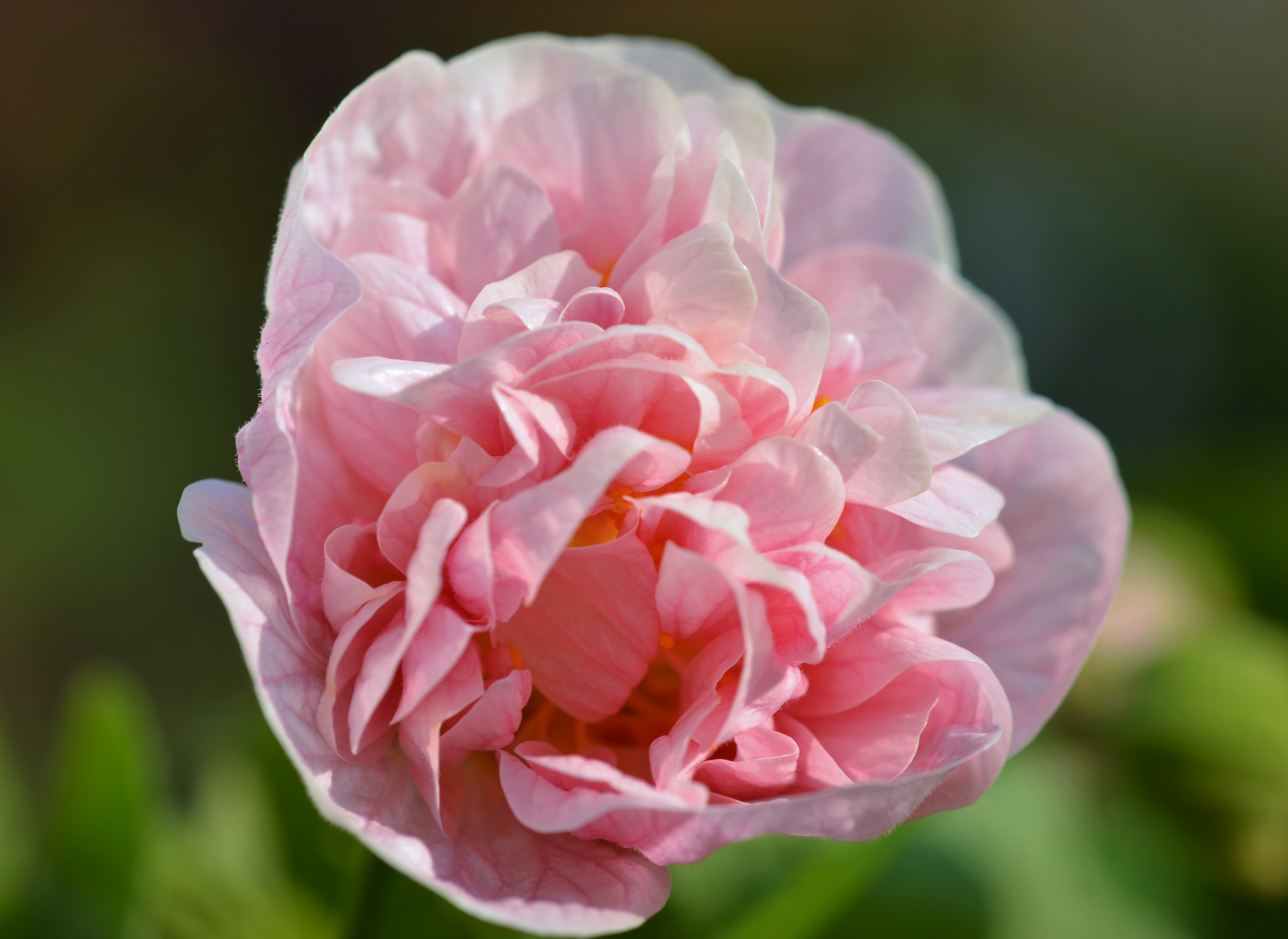
'ヴィクトリアン・レディ' （'Victorian Lady'）